# Era ispanica
L'Era ispanica o Era dei Cesari è il computo degli anni che si utilizzò nella penisola iberica a partire dal V e fino al XIV secolo.  I documenti dell'epoca visigotica e quasi tutti quelli della Reconquista adottano questo stile di datazione. Parte dall'anno 38 a.C., in cui Augusto pacificò la Spagna romana. 

## Etimologia
Il termine proviene dal latino: Aera Hispanica. "Aera" è il plurale di "aes" (pezzo di rame, denaro, imposta) e può indicare anche le tavole di bronzo delle leggi. Secondo alcuni studiosi il termine potrebbe risalire all'imposizione di un tributo sulla popolazione ispanica sottomessa da Ottaviano. Solo dal V secolo avrebbe acquisito un significato cronologico, che ha dato origine all'italiano "era".

## Storia
Il 1º gennaio del 38 a.C., dopo la pacificazione ufficiale di tutta l'Hispania, Augusto decretò l'Aera Hispanica, che fu adottata per datare il tempo nella Spagna romana.
L'anno precedente all'Era ispanica, Augusto aveva concluso la parte più importante della sua impresa militare in Hispania, specialmente nel Nord della penisola. In questo modo emulava il suo predecessore Giulio Cesare, che aveva conquistato la Gallia. Augusto era stato avvertito dell'esistenza di giacimenti d'oro in Galizia.

### Uso
L'Era ispanica fu utilizzata nella penisola iberica, nella Francia meridionale visigotica e nell'Africa del Nord, ma con alcune differenze fra i differenti regni.
Non si conosce con certezza quando cominciò ad essere impiegata come stile di datazione; si ritiene tuttavia che si affermò a partire dal III secolo, sebbene non si conosca un avvenimento che giustificasse l'inizio di un computo relazionato con la cronologia della provincia, che può essere considerata una cronologia augustea di tipo criptocristiano. Probabilmente si affermò come conseguenza dell'affermazione dell'identità degli ispano-romani a fronte degli invasori visigoti.
Si usò in iscrizioni, cronache e documenti dal III fino al XV secolo.

### Abbandono
- In Catalogna l'utilizzo cessò dopo il concilio di Tarragona del 1180.

- Nei regni di Aragona, Valencia e Maiorca si abbandonò durante il regno di Giacomo I d'Aragona.

- In Castiglia l'uso fu soppresso durante il regno di Giovanni I di Castiglia, in virtù di un accordo del parlamento di Segovia del 1383, posto in pratica dal 25 dicembre dell'anno seguente.

- In Portogallo l'utilizzo ebbe termine il 22 agosto 1422, durante il regno di Giovanni I di Portogallo.

- La Navarra fu il regno in cui l'uso sopravvisse più a lungo: fino al XV secolo inoltrato.

## Conversione delle date all'era cristiana
Alle date che nei documenti sono precedute dalle espressioni era o sub era anteriori al XIV secolo, debbono essere sottratti 38 anni per ottenere il corrispondente dell'Era cristiana.